# Fede Rossoblu
Fede Rossoblu è un singolo del gruppo musicale italiano Skiantos, pubblicato nel 2001.

## Descrizione
La registrazione risale al 1991. Si tratta di un inno alla squadra di calcio del Bologna appositamente scritto dagli Skiantos. L'inno è stato registrato in collaborazione con il coro degli Ultras del Bologna.

## Tracce
1. Fede Rossoblù (radio version) – 4:28
2. Fede Rossoblù (stadio version) – 4:24

Durata totale: 8:52

## Formazione
- Roberto "Freak" Antoni - voce, cori
- Fabio "Dandy Bestia" Testoni - chitarra, cori
- Andrea "Jimmy Bellafronte" Setti - voce, cori